# 拉布湖
47°30′44″N 13°01′48″E / 47.5123°N 13.0301°E

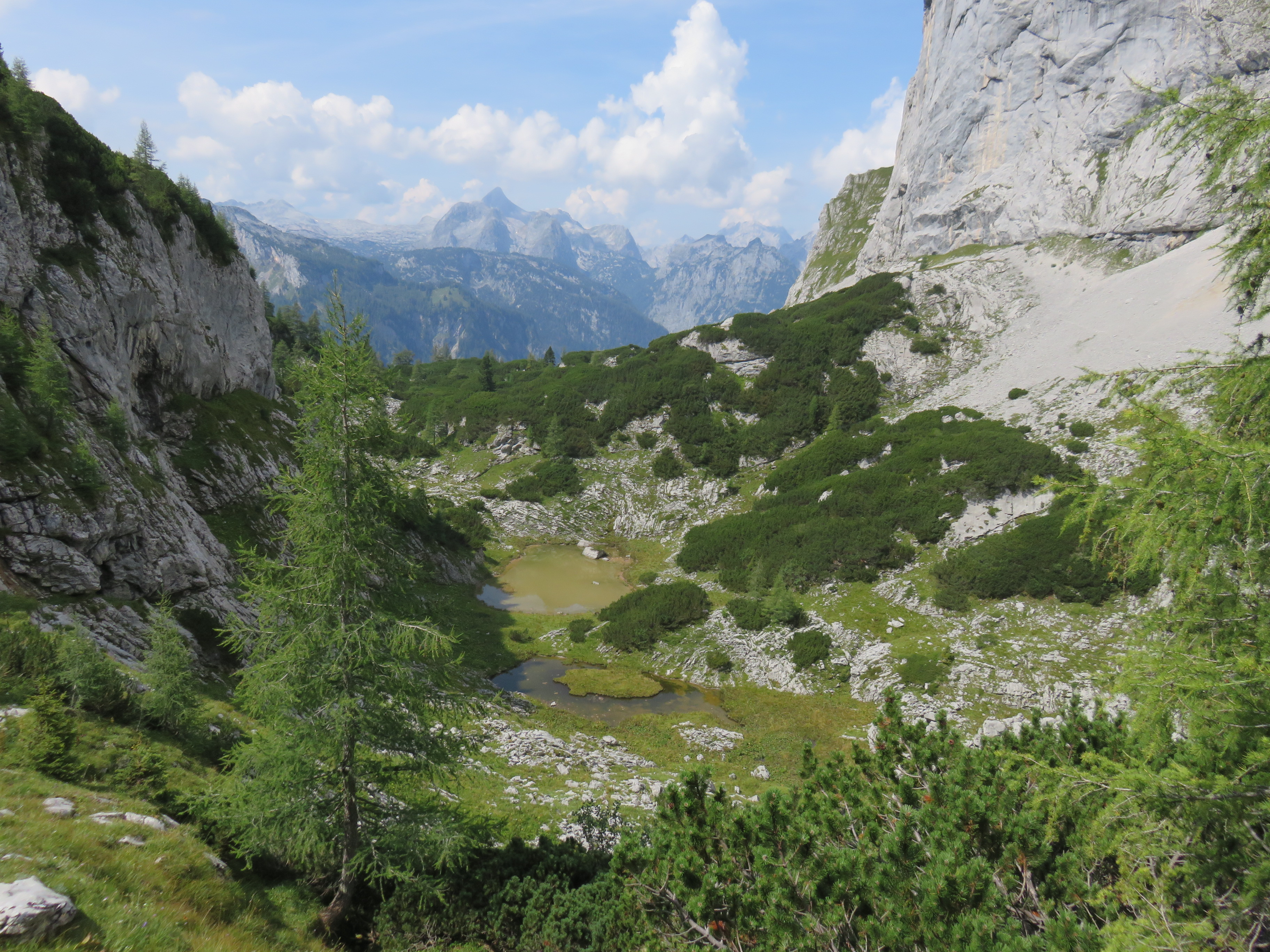

拉布湖（德語：Laubseelein），是德國的湖泊，位於該國東南部，由巴伐利亞州負責管轄，處於柯尼希湖畔舍瑙，長0.04公里、寬0.03公里，海拔高度1,787米，湖岸線長度0.1公里。